# Vladímir Lukiánov
Vladímir Serguéyevich Lukiánov (en ruso: Владимир Сергеевич Лукьянов; 1902-1980) fue un científico soviético, creador del integrador hidráulico Lukiánov.
Vladímir Lukiánov inventó y desarrolló el integrador de agua, la primera máquina que permitió resolver ecuaciones diferenciales parciales, que se utilizó para el cálculo en muchos campos científicos y técnicos, desde el estudio y simulación del fraguado del hormigón en grandes infraestructuras hasta en la investigación y desarrollo espacial y de cohetes. Desarrolló el método de analogías hidráulicas y fue fundador, organizador y jefe del primer laboratorio de la URSS que introdujo este método en la práctica de la matemática mecánica. 
Doctorado en ciencias técnicas, fue laureado con el Premio Estatal de la URSS y poseedor de la Orden de la Bandera Roja del Trabajo por su trabajo referente en la analogía hidráulica y el desarrollo de los integradores de agua.

## Biografía
Vladímir Serguéyevich Lukiánov nació el 4 de marzo (17 de marzo) de 1902 en Moscú, entonces Imperio ruso. Su padre era agente de seguros. Se graduó  en el liceo clásico de Moscú en 1919 e ingresó en la facultad de construcción en la Universidad de Transportes de Rusia  (MIIPS) donde se graduó como ingeniero ferroviario  en 1925.
Tras sus estudios fue destinado a la construcción de las líneas férreas Troitsk-Orsk y Kartaly-Magnitnaya donde trabaja como ingeniero y pasa a estar directamente involucrado en la organización y producción de los trabajos de construcción. Durante su actividad se centra en la calidad de los trabajo en las infraestructuras de hormigón armado y las deficiencias que se producían en las mismas llegando a la conclusión que eran debidas a las variaciones de  temperatura, es decir que eran de origen térmico.  
En 1930 comienza a trabajar en el Instituto Central de Vías y Construcción de la NKPS (Comisariado Popular de Comunicaciones de la URSS) donde profundiza en la investigación del hormigonado y fraguado del hormigón en diferentes condiciones ambientales y buscar formas de calcular los regímenes de temperatura en la mampostería de hormigón. En 1934 propone el método de analogías hidráulicas para realizar los cálculos y comienza a implementar el mismo, desarrollando el primer modelo hidráulico del proceso térmico, que resolvió con éxito el problema de estudiar las condiciones de temperatura del hormigón en 1935. En 1936, presenta el primer "integrador hidráulico unidimensional" al que denominó  IG-1, un dispositivo diseñado para resolver ecuaciones diferenciales parciales.
En 1938 Lukiánov creó un laboratorio de analogías hidráulicas en el que aplicó el sistema del integrador de agua a diferente problemática y fue desarrollando el equipo haciendo posible la resolución de problemas de varios tipos: unidimensionales, bidimensionales y tridimensionales. En 1941 realizó un integrador hidráulico bidimensional de secciones separadas. La fabricación de estas máquinas se realizaba en la planta de Moscú de máquinas calculadoras y analíticas (CAM).
En 1945 se doctora en  Ciencias Técnicas con la tesis Las analogías hidráulicas como un nuevo medio para investigar problemas técnicos.
En 1949 se creó, por decreto del Consejo de Ministros de la URSS, el instituto especial "NIISCHETMASH" con sede en Moscú en el que se desarrollaron nuevos modelos de tecnología informática, uno de esos primeros desarrollos fue el referente al hidrointegrador. En seis años desarrolló un diseño con bloques unificados estándar posibilitando así la utilización del mismo equipamiento para la resolución de diferentes problemas, equipo que fue presentado en 1955, año en que se empezó a construir en serie con la marca "IGL" (integrador del sistema hidráulico de Lukiánov) en la planta de Ryazan de máquinas calculadoras y analíticas.
En 1951 recibe el Premio Estatal de la URSS, entonces denominado Premio Stalin, de tercer grado,  por la creación de una familia de integradores hidráulicos.
Lukiánov tuvo tres hijos: Alekséi Vladímirovich Lukiánov (científico - geólogo, nacido el 9 de marzo de 1930), Mijaíl Vladímirovich Lukiánov, Aleksandr Vladímirovich Lukiánov.
Murió en Moscú en 1980.

## Premios
- Premio Stalin,  de tercer grado en 1951 por la creación de integradores hidráulicos para cálculos técnicos e investigación.
- Orden de la Bandera Roja del Trabajo.
- Medalla "Por el trabajo valiente en la Gran Guerra Patria 1941-1945".